# Rose Royce
Rose Royce é um grupo americano de soul e R&B. São  conhecidos por vários singles de sucesso durante os anos 1970, incluindo "Car Wash", "I Wanna Get Next to You", "I'm Going Down", "Wishing on a Star " e "Love Don't Live Here Anymore".  

## Carreira
O grupo foi fundado em Los Angeles e era composto por Gwen Dickey (vocal), Henry Garner (bateria), Terral "Terry" Santiel (congas), Lequeint "Duke" Jobe (baixo), Michael Moore (saxofone), Kenny Copeland (trompete, vocal principal), Kenji Brown (guitarra, vocal principal), Freddie Dunn (trompete) e Victor Nix (teclados). O grupo começou no início dos anos 1970, quando membros de várias bandas das áreas de Watts e Inglewood de Los Angeles se uniram sob o nome Total Concept Unlimited. Em 1973, este coletivo fez uma turnê pela Inglaterra e pelo Japão seguindo a estrela do soul da Motown, Edwin Starr.  Starr os apresentou a Norman Whitfield. 
Whitfield, depois de uma década na Motown, queria abrir sua própria empresa. Ele colocou o octeto sob sua proteção e os contratou para sua gravadora. O grupo, agora chamado Magic Wand, começou a trabalhar com Yvonne Fair e se tornou banda de estúdio e de concerto da The Undisputed Truth. Durante uma pausa na turnê em Miami, o líder do Undisputed Truth, Joe Harris, notou uma cantora chamada Gwen Dickey, então membro de um grupo local chamado The Jewels. Harris informou Whitfield de sua descoberta e Dickey foi levada para Los Angeles para fazer um teste. Em Dickey, Whitfield descobriu o ingrediente que sentia que faltava no Magic Wand: uma cantora carismática. Ele deu a ela o nome artístico de Rose Norwalt. A formação original da banda, agora completa, preparou seu álbum de estreia.
Nessa época, Whitfield foi contatado pelo diretor de cinema Michael Schultz, recém-chegado do sucesso de seu primeiro longa, Cooley High. Schultz ofereceu a Whitfield uma oportunidade no seu próximo filme, Car Wash. Whitfield usaria o filme para lançar seu novo grupo e começou a compor músicas com base nos contornos do roteiro. Ele e a banda visitaram o set do filme, absorvendo a atmosfera. Este foi um dos raros casos em Hollywood em que as canções foram compostas simultaneamente com o filme. No espírito da trilha sonora, o nome da banda foi alterado uma última vez para 'Rose Royce'. O nome não apenas referia o tema automotivo do filme, mas também colocava Gwen "Rose" Dickey a frente do grupo. Além disso, indicava um toque de classe que a banda se esforçou para trazer ao soul funk dos anos 1970. 
O filme Car Wash e a trilha sonora foram grandes sucessos, trazendo ao grupo fama nacional. Whitfield ganhou o prêmio de Melhor Música no Festival de Cinema de Cannes e o álbum recebeu o Grammy de Melhor Álbum de Trilha Sonora de Filme do Ano. Lançada no final de 1976, a trilha sonora apresentava três singles do Top Ten da Billboard R&B: "Car Wash", " I Wanna Get Next to You " e " I'm Going Down".  O primeiro deles, Car Wash, também foi um single número um na parada principal da Billboard e "I Wanna Get Next to You" alcançou a décima posição.
O álbum seguinte do grupo, Rose Royce II: In Full Bloom, produziu dois singles no Top Ten, "Do Your Dance" e " Ooh Boy ". Também incluiu "Wishing on a Star", que para Rose Royce foi um hit top 10 apenas no Reino Unido; tornou-se notável por meio de regravações, como a versão do grupo The Cover Girls de 1992.
Durante 1978, eles lançaram seu terceiro álbum, intitulado Rose Royce III: Strikes Again!, e apresentava "I'm in Love (And I Love the Feeling)" e " Love Don't Live Here Anymore ". Ambos os singles entraram no Top Five da Billboard R&B.  "Love Don't Live Here Anymore" foi o segundo hit no chart musical do Reino Unido e mais tarde ganharia maior exposição por meio de suas versões cover, principalmente de Madonna em 1984 e 1995.
O grupo seguiu com uma série de sucessos modestos que alcançaram as paradas, mas nunca ganharam o status de suas canções anteriores. Dickey deixou o grupo em abril de 1980 e Rose Royce se separou temporariamente.  No entanto, os membros restantes se reagruparam, ajustaram a formação e mantiveram o grupo um tanto popular no Reino Unido, onde continuaram sendo uma grande atração. 
Rose Royce foi apresentado na série sazonal do TV One, Unsung, durante a primavera de 2010. A história contou os sucessos e as brigas internas do grupo. Dickey, Copeland, Jobe, Moore e Garner foram os únicos membros da banda que deram entrevistas ao longo do programa. Dickey agora se apresenta como artista solo no Reino Unido, mas mencionou durante a entrevista que ela não se importaria de se apresentar com o grupo novamente. De 2012 a 2013, a cantora de R&B Debelah Morgan se juntou à banda como vocalista principal em alguns shows. Além disso, Bag Raiders e Daft Punk testaram seu single "First Come First Served" nas canções "Shooting Stars " e "Too Long", respectivamente.  
Em 25 de junho de 2019, a revista The New York Times listou Rose Royce entre centenas de artistas cujo material foi supostamente destruído no incêndio da Universal em 2008. 

## Discografia
- Car Wash (1976)
- In Full Bloom  (1977)
- Strikes Again  (1978)
- Rainbow Connection IV  (1979)
- Greatest Hits (1980)
- Golden Touch (1980)
- Jump Street (1981)
- Stronger Than Ever (1982)
- Music Magic (1984)
- Fresh Cut (1986)
- Perfect Lover (1989)[10]

## Versões de outros artistas
- "I'm Going Down" (Mary J. Blige, Y?N-Vee)
- "Love Don't Live Here Anymore" (Morrissey–Mullen, Madonna, I'm Talking, Joe Cocker, Jimmy Nail, Patti LaBelle, Faith Evans, Jully Black, City and Colour, Seal and Bastille)
- "Wishing on a Star" (Fresh 4 ft. Lizz E, The Cover Girls, Teena Marie, Beyoncé, Randy Crawford, Paul Weller, Bic Runga, En Vogue, Jordin Sparks, Miriam Stockley, Seal, 88.3 Featuring Lisa May, Marion Meadows, X Factor United Kingdom Finalists 2011)
- "I Wanna Get Next to You" (Cherrelle, Christion, Raja-Nee', Double Trouble)
- "Car Wash" (Christina Aguilera, Andy Caine &amp; The Easy Virtue Orchestra)